# 那臘勃底
那臘勃底（發音：[nəɹa̰pətḭ]；1413年—1468年），旧譯那羅波帝，或稱那臘勃底一世、溫多王，《明史》作以速剌，他是緬甸阿瓦王朝君主，1442年至1468年間在位。那臘勃底是前代國王明耶觉苏瓦一世的弟弟。那臘勃底統治期間，與明朝一同打擊麓川（或稱勐卯），曾拿獲思任發、思機發送往明朝。

## 生平

### 早年
那臘勃底是阿瓦國王孟養德多的次子，長大後被授以文多為采邑。1429年，那臘勃底受任卑謬總督，並得到底哈都（သီဟသူ）的稱號。1439年，孟養德多逝世，那臘勃底的兄長明耶觉苏瓦一世繼位為王。1442年，明耶觉苏瓦一世突然逝世，此時阿瓦王國仍在與北方的麓川交戰，阿瓦軍仍在北方的孟拱圍城。
阿瓦廷臣原屬意前線統帥梯訶波帝（明耶觉苏瓦一世的妻舅與女婿）繼承王位，但梯訶波帝拒絕了，他推舉時任卑謬總督的那臘勃底。隨後，那臘勃底於1442年4月即位為王。梯訶波帝則回到前線，在那臘勃底登基之日攻下孟拱，俘獲麓川詔法（或稱麓川土司）思任發。那臘勃底在實皆建立的睹波焰佛塔（Tupayon Pagoda）有碑銘描述了此事。梯訶波帝則被那臘勃底任命為新的孟養詔法。

### 統治
明英宗朱祁鎮在麓川之役中思任發兵敗逃離麓川後即下諭，能擒獻思任發者得麓川地。在阿瓦軍擒獲思任發後，明將王驥要求那臘勃底交出思任發，然而那臘勃底以麓川之地為言不願交送，明廷因此下令一並征討阿瓦。
緬甸史書記載，阿瓦軍與明軍於1444年（一說1445年）在八莫附近的江東城（一說太公城）交戰，明軍兵力達三百萬、阿瓦則是有二十萬（一般認為兵力有誇大），阿瓦軍擊退了明軍。1445年（一說1446年），明軍再次來襲，兵鋒直抵阿瓦城下，那臘勃底只好同意明朝的要求，然而此時思任發已經自殺，只能交出他的屍體。緬史還記載明軍幫助那臘勃底平定了央米丁地區的叛亂以作為報酬。《明史》則記載雙方並無交戰，那臘勃底於1446年（正統十一年）將思任發送往雲南，後思任發被斬首送往北京。1447年（正統十二年），那臘勃底被明英宗朱祁鎮授以宣慰使之職，並表示願出兵助明軍攻打思任發之子思機發。
1450年，孟養詔法梯訶波帝逝世，其子敏烏迪（Min U Ti）與思機發、思卜發一同起兵叛亂。那臘勃底派兵鎮壓，處死了敏烏迪，思機發與思卜發投降並宣誓效忠那臘勃底。那臘勃底以思卜發之子為新任孟養詔法，並將思機發、思卜發扣留在阿瓦。1454年（景泰五年），那臘勃底將思機發等人交給明廷以換取孟養的控制權。明史則記載阿瓦換得銀戞之地。
1451年，東吁總督明康一世死於暗殺，東吁脫離阿瓦的統治。1459年，東吁叛軍首領被手下暗殺，那臘勃底以其妻舅任職東吁總督。那臘勃底曾於1451年與阿臘干王阿梨汗會晤於兩國邊境的山上，勘定邊界、睦鄰友好。那臘勃底還曾於1456年在錫蘭康提購置田產，以供養前往佛牙寺朝聖的緬甸僧侶。

### 晚年
1467年，那臘勃底被其孫刺傷，起因是那臘勃底譴責其孫與其表親的情事。那臘勃底的傷勢不嚴重，但他大受驚嚇，因其曾親臨阿瓦前王底哈都被錫箔詔法伏殺之事，當時那臘勃底尚為幼童，在屍體旁目睹了奄奄一息的底哈都。那臘勃底逃往卑謬，不願再返回阿瓦。次年（1468年），那臘勃底崩逝於卑謬。